# Mazda R100
Der Mazda R100 (Bezeichnung in Japan: Mazda Familia Presto Rotary) war ein von 1968 bis 1973 gebautes kleines 2+2-sitziges Coupé des japanischen Herstellers Mazda.
Der R100 ist die ansonsten technisch unveränderte Coupé-Version des Mazda 1000/1300 (in Japan Familia genannt) in, angetrieben vom Mazda-Wankelmotor Typ 0820 aus dem Mazda 110 S Cosmo der zweiten Serie, der hier aber mit einem Einfachvergaser auf lediglich 74 kW (100 PS) kam. Vom Motor abgesehen war die Technik des Wagens mit hinterer Starrachse, Trommelbremsen hinten usw. sehr konventionell.
Der R100 wurde in Japan, den USA und auf einigen europäischen Märkten (namentlich in Frankreich), nicht aber in Deutschland angeboten.

## Technische Daten
| Datenblatt Mazda R100         | Datenblatt Mazda R100                                         |
| Mazda                         | R100                                                          |
| ----------------------------- | ------------------------------------------------------------- |
| Motor:                        | Zweischeiben-Kreiskolbenmotor (Lizenz Wankel), Leichtmetall   |
| Kammervolumen:                | 2 × 491 cm³                                                   |
| Leistung bei 1/min:           | 74 kW (100 SAE-PS) bei 7000                                   |
| Max. Drehmoment bei 1/min:    | 132 Nm bei 3500                                               |
| Verdichtung:                  | 9,4:1                                                         |
| Gemischaufbereitung:          | 1 Vergaser Stromberg-Hitachi                                  |
| Kühlung:                      | Wasserkühlung                                                 |
| Getriebe:                     | 4-Gang-Getriebe Hinterradantrieb                              |
| Radaufhängung vorn:           | MacPherson-Federbeinachse, untere Querlenker, Schraubenfedern |
| Radaufhängung hinten:         | Starrachse, halbelliptische Blattfedern                       |
| Bremsen:                      | Scheibenbremsen vorne, Trommelbremsen hinten                  |
| Lenkung:                      | Kugelumlauflenkung                                            |
| Karosserie:                   | Stahlblech, selbsttragend                                     |
| Spurweite vorn/hinten:        | 1200/1190 mm                                                  |
| Radstand:                     | 2260 mm                                                       |
| Abmessungen:                  | 3830 × 1480 × 1390 mm                                         |
| Leergewicht:                  | 805 kg                                                        |
| Höchstgeschwindigkeit (Werk): | 180 km/h                                                      |